# Дана-Бааі (ПАР)
Дана-Бааі (англ. Dana Baai) — населений пункт в районі Еден, Західна Капська провінція, ПАР. 
| Прапор ПАР | Це незавершена стаття про Південно-Африканську Республіку. Ви можете допомогти проєкту, виправивши або дописавши її. |